# Bertrand Bessières
Pour les articles homonymes, voir Bessières.
Pour les autres membres de la famille, voir Famille Bessières.
Bertrand Bessières, né le 6 janvier 1773 à Prayssac dans le Quercy et mort le 15 novembre 1854 à Chantilly dans l'Oise, est un général français de la Révolution et de l’Empire. Il commence sa carrière sous la Révolution française et participe à plusieurs campagnes, notamment celles d'Italie et d'Égypte, qui lui permettent d'obtenir tous les grades inférieurs. 
Nommé général de brigade en 1805, peu après Austerlitz, il sert de nouveau en Italie avant d'être transféré en Espagne. Il y remplit divers commandements, aussi bien dans la cavalerie que dans l'infanterie ou comme gouverneur militaire. Ayant refusé sa promotion au grade de général de division en 1811, il est rappelé à la même époque pour participer à la campagne de Russie puis à celle d'Allemagne, au cours de laquelle il est sérieusement blessé à Leipzig. Il n'occupe plus par la suite que des postes secondaires. Il est le frère puîné du maréchal Jean-Baptiste Bessières, duc d'Istrie.

## Biographie

### Du simple soldat au général de brigade
Né le 6 janvier 1773 à Prayssac, Bertrand Bessières est le frère cadet du maréchal Jean-Baptiste Bessières. Soldat au 17e régiment de cavalerie le 15 août 1791, le jeune Bessières est nommé provisoirement sous-lieutenant le 5 novembre 1793 et passe en cette qualité dans le 22e régiment de chasseurs à cheval. Il fait avec ce corps les campagnes de 1792 à 1794 aux armées du Centre et du Nord, sous les ordres des généraux Lafayette et Dumouriez. Il suit son régiment à l'armée d'Italie au commencement de l'année 1795, est confirmé comme sous-lieutenant le 19 janvier et est promu lieutenant le 7 juillet de cette même année. Il fait la guerre en Italie en 1796 et 1797 avant d'être incorporé par le général Bonaparte dans la compagnie des guides le 3 juin 1797 avec le grade de capitaine. Participant à la campagne d'Égypte, il devient chef d'escadron sur le champ de bataille d'Aboukir le 1er août 1799 et chef de brigade du 11e régiment de chasseurs à cheval le 11 janvier 1800.
Rentré en France avec le général Menou à la fin de l'année 1801, il sert à l'armée des côtes de l'Océan de 1803 à 1805 et est également employé aux camps de Boulogne et de Saint-Omer. Membre de la Légion d'honneur le 11 décembre 1803 et officier de l'ordre le 14 juin 1804, l'Empereur le nomme peu de temps après électeur du département du Lot. Son régiment fait avec la Grande Armée la campagne de 1805 au sein de la brigade de cavalerie légère du IVe corps commandée par le général Margaron. Il est blessé d'un coup de feu à la tête au cours de la bataille d'Austerlitz le 2 décembre et se voit remettre par l'Empereur le brevet de général de brigade le 24 décembre. En 1806, Bessières est affecté à l'armée d'Italie où il commande à partir du 17 juin une brigade de chasseurs à cheval puis, le 4 novembre, la réserve de cavalerie légère de cette armée. Le 24 novembre 1807, il se rend à Turin auprès de la division du général Giuseppe Lechi pour y prendre la tête d'une brigade de cavalerie provisoire en cours de formation. Toutefois, ce commandement ne dure pas, car dès le 23 décembre, il est chargé de diriger la brigade de cavalerie du corps d'observation des Pyrénées-Orientales sous les ordres du général Guillaume Philibert Duhesme.

### Campagnes d'Espagne, de Russie et d'Allemagne

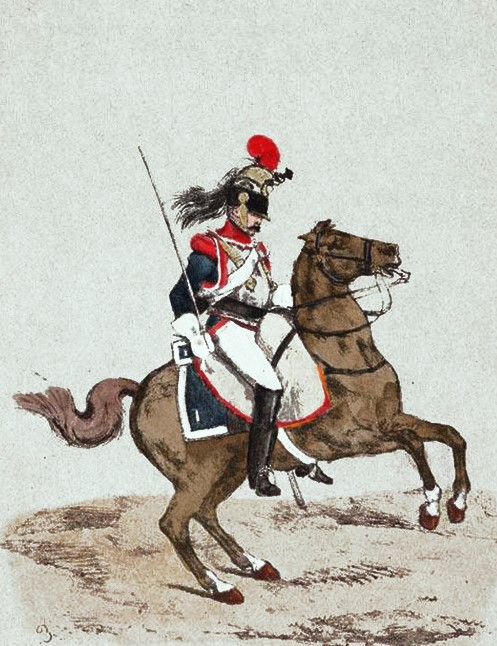
Un cuirassier français en 1812, par Carle Vernet. Bessières, qui a eu sous ses ordres un régiment de cuirassiers provisoire en Espagne, commande par la suite une brigade de grosse cavalerie en Russie et en Allemagne.

Arrivé en Espagne au mois de février 1808, Bessières reçoit le commandement de deux régiments de cavalerie provisoires, les 3e cuirassiers et 3e chasseurs, aux côtés de la brigade de cavalerie italienne du général Schwarz. Au 23 avril, les cuirassiers alignent 423 hommes et les chasseurs 483, pour un total de 906 cavaliers. Bessières a son quartier général à Barcelone. Très vite, des tensions naissent entre lui et son supérieur, le général Duhesme, peut-être accentuées par son caractère ombrageux ; toutefois les origines exactes de cette mésentente ne sont pas connues. Après avoir menacé de donner sa démission, Bessières est finalement maintenu à son poste. Le 30 juin, il participe à un combat au pont de Molins de Rei sur le Llobregat. À la même période, sa brigade de cavalerie compte 825 hommes. Il est employé à la pacification de la région de Barcelone sous les ordres du général Gouvion-Saint-Cyr, arrivé en septembre, jusqu'à la dissolution de sa brigade en janvier 1809. Il prend alors le commandement de la 1re brigade de la division d'infanterie du général Joseph Souham, composée des 1er et 3e régiments d'infanterie légère ainsi que du 24e régiment de dragons, et prend part à ce titre aux opérations du siège de Gérone durant l'année 1809.   
Le 7 décembre 1809, Bessières se voit attribuer le commandement d'une brigade de dragons de la division de cavalerie du général Caulaincourt, comprenant les 6e et 7e régiments de dragons provisoires. Il passe ensuite avec sa brigade dans la division de dragons du général Kellermann qui reste en poste jusqu'au mois d'avril, date à laquelle il est remplacé le 26 de ce mois par le général Trelliard. Le 26 juin, les deux régiments de la brigade Bessières sont transférés à la division Seras dans la 6e province militaire, où le général a pour mission d'assurer la sécurité des lignes de communication de l'armée du Portugal. Il obtient le 15 août une dotation de 4 000 francs de rente annuelle sur la Westphalie. Au mois de septembre 1810, il est placé à la suite de l'état-major de la 6e province et conserve cette position un certain temps, avant de remplacer Kellermann au commandement de cette région en mai 1811 ; dans l'intervalle, il est fait baron de l'Empire le 16 décembre 1810. À cette époque, il a pour secrétaire Charles Dunoyer, un ami de la famille. Promu général de division par décret impérial du 31 juillet 1811, il refuse néanmoins d'accepter ce grade pour des raisons qui demeurent inexpliquées ; l'annulation de sa nomination a lieu le 30 novembre suivant, ce qui constitue un cas sans précédent dans l'histoire du Premier Empire. À la fin de l'année, il bat un corps de cavalerie venu au secours d'Astorga. Appelé le 5 décembre au commandement d'une brigade de cuirassiers de la division Saint-Germain, il quitte définitivement la péninsule Ibérique.
Commandant la 1re brigade de la division Saint-Germain le 25 décembre 1811, puis la 2e brigade de cette même division au 1er juillet 1812, Bessières participe à la campagne de Russie. Il se distingue à la tête de ses cuirassiers au début de la campagne et une nouvelle fois à la bataille de la Moskova, recevant un coup de mitraille à l'épaule gauche. Le 1er mars 1813, il est chargé de mener la 2e brigade de la division de cavalerie de Bordesoulle, appartenant au Ier corps de cavalerie, et combat en cette qualité à la bataille de Leipzig. Dans la journée du 18 octobre, sa brigade composée des 9e, 11e et 12e cuirassiers est engagée dans la grande charge de cavalerie de Murat contre le centre de l'armée alliée. L'attaque rencontre d'abord un franc succès et la cavalerie française parvient à refouler ses adversaires au-delà du village de Güldengossa. Voyant une colonne de cavalerie ennemie s'approcher sur son flanc gauche, Bordesoulle ordonne à Bessières, resté jusque-là en réserve, d'envoyer contre elle un de ses régiments. Transgressant les directives de son chef, celui-ci entraîne toute sa brigade à la charge. Ses cuirassiers sèment le désordre dans les rangs de l'infanterie et s'emparent d'un grand nombre de canons, mais l'absence de réserve empêche les Français d'exploiter cet avantage et Bordesoulle est contraint de battre en retraite. Selon l'historien Bruno Colson, Bessières « s'est engagé trop vite » et porte une part de responsabilité dans cet échec. Il écrit : « la conduite d'une charge doit être gérée avec grand soin et Bordesoulle, d'après son témoignage, a parfaitement mené cette opération […]. Bessières, par contre, s'est laissé entraîner par son ardeur et n'a pas vu au-delà des gains immédiats ». Blessé d'un coup de sabre à la tête pendant le combat, il est élevé au grade de commandeur de la Légion d'honneur le 28 novembre, non sans être titulaire depuis le 3 septembre de 15 000 francs de rente annuelle sur le département de l'Ourthe.

### Au service du roi

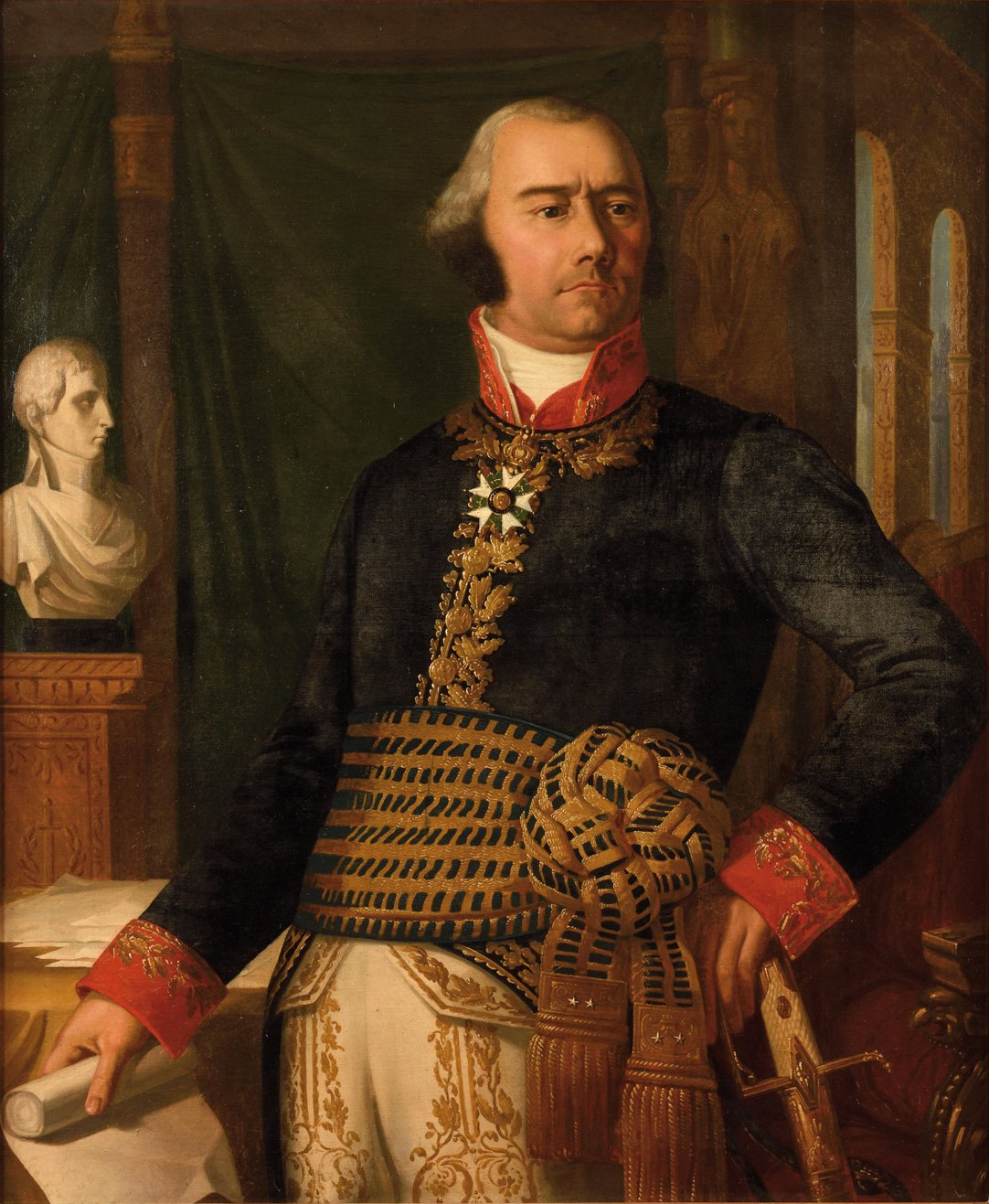
Le général Bertrand Bessières en uniforme de général de brigade au règlement de vendémiaire an XII. Huile sur toile d'école française.

Resté en disponibilité le 13 janvier 1814, il adresse sa soumission à Louis XVIII qui le fait chevalier de Saint-Louis le 26 octobre 1814. Le 23 janvier 1815, il est nommé au commandement du département du Doubs, d'où il passe le 15 avril à celui de Lot-et-Garonne. Pendant les Cent-Jours, son nom est proposé pour commander un dépôt de cavalerie. Il est mis en non-activité le 25 juillet 1815. En octobre de la même année, il se présente au tribunal civil de Cahors pour déposer en faveur du maréchal Ney, jugé pour haute trahison et dont le procès se tient à la Chambre des pairs. Ses propos sont lus à la Chambre le 4 décembre suivant dans le cadre de l'instruction. Le 24 juin 1818, il est désigné pour remplir la place de lieutenant du roi de la place de Calais. Il est réintégré immédiatement dans le cadre d'activité des officiers généraux, et obtient, le 21 avril 1820, le commandement de la 3e subdivision de la 1re division militaire à Laon. Nommé lieutenant-général le 21 avril de l'année suivante, il est admis à la retraite par ordonnance royale du 1er décembre 1824. 
Il meurt à Chantilly dans l'Oise le 15 novembre 1854, à l'âge de 81 ans. Il repose dans le cimetière Bourillon de Chantilly. Son nom figure sous l'arc de triomphe de l'Étoile, à Paris.

## Titre
- 1er baron Bessières et de l'Empire (16 décembre 1810).

## Distinctions
- Légion d'honneur :
  - Légionnaire le 19 frimaire an XII (11 décembre 1803), puis,
  - Officier le 25 prairial an XII (14 juin 1804), puis,
  - Commandeur de la Légion d'honneur le 28 novembre 1813 ;
- Chevalier de Saint-Louis ;
- Chevalier de l'ordre de Charles III

## Hommage, honneurs, mentions
- Il fait partie des 558 officiers à avoir son nom gravé sous l'arc de triomphe de l'Étoile.

## Armoiries
| Figure | Nom du baron et blasonnement |
|        | Armes du baron Bessières et de l'Empire Ecartelé : au I, d'or, au lion de gueules ; au II, du franc-quartier des Barons militaires de l'Empire ; au III, d'azur, à une tête de cheval d'or ; au IV, d'or, à un lévrier rampant de sable. |

### Lients externes
- « roglo.eu », Bertrand Bessières (consulté le 25 avril 2011) ;